# Pamětní kříž (Karlovy Vary)
Pamětní kříž, stejně jako torzo původního kříže, se nachází ve Hřbitovní ulici v Karlových Varech – Drahovicích. V centrálním registru kamenných křížů je evidován pod č. 1037. Původní kříž vznikl roku 1624, avšak roku 1965 byl zničen vandaly. Stávající pamětní kříž byl postaven v roce 2000.

## Původní kříž

### Historie
Původní kříž pocházel z roku 1624. Byl postaven na paměť protireformace a odchodu protestantů z Karlových Varů do Johanngeorgenstadtu roku 1624. Kříž vydržel bez úhony do roku 1965, kdy byl značně poničen vandaly a zbylo z něj pouze torzo.
Kříž byl v minulosti několikrát zaznamenán historiky. V roce 1899 byl popsán Prof. Wilhelmem. Roku 1940 jej zaznamenal Dr. Dreyhausen, který četl na soklu slovo ALLHIER a datum 1833 a na kříži letopočet 1624. V roce 1924 byl zdokumentován kresbou Karla Šrámka.

### Popis
I když má barokní tvar, je mnohými autory řazen mezi smírčí kříže. K jeho původní výzdobě zřejmě patřilo srdce Kristovo. Nápis z roku 1833, který zde nechal vysekat malíř map W. Burda, zněl v překladu „1624 zřízeno na paměť znovuzavedení katolicismu“.
Torzo původního kříže lze nalézt u pěšiny spojující ulici Hřbitovní v Drahovicích s ulicí Na Vyhlídce. Je v podobě části kamenné nohy ve tvaru komolého čtyřbokého jehlanu zasazen do terénu, o rozměrech 56x44x35 cm, horní plocha 20x25 cm.

## Pamětní kříž

### Historie
Výrobu repliky inicioval Jaroslav Dietl, který rovněž zhotovil kopii původního kříže podle kresby Karla Šrámka z roku 1924. Do pískovce kříž vytesal Petr Lintemer. Se svými přáteli jej pak 19. května 2000 postavili několik metrů od torza původního kříže a věnovali městu Karlovy Vary.

### Popis
Kříž je v centrálním registru Společnosti pro výzkum kamenných křížů při Muzeu Aš evidován pod č. 1037. Má výšku 101 cm, šířku 49 cm a tloušťku 26 cm. Na jeho jedné straně je rytina řeckého kříže, uprostřed kterého je srdce s Kristovými hřeby. Ve spodní části jsou rytiny šesticípé hvězdy a maltézského kříže. Na druhé straně je letopočet 1833, slovo ALLHIER a písmena WB.